# Туз в рукаві
«Туз у рукаві» (англ. Ace in the Hole) або «Великий балаган» (англ. The Big Carnival) — фільм-нуар 1951 року, що висвітлює безпринципність сучасної преси. Перший фільм Біллі Вайлдера, де він виступив сценаристом, режисером і продюсером. Стрічка не мала успіху в прокаті, але згодом увійшла до «золотого фонду» Голлівуду.

## Сюжет
Чак Тейтум (Кірк Дуглас) — амбітний журналіст, що втратив роботу в Нью-Йорку. Подорожуючи на захід, він змінює 11 редакцій, з яких його виганяють за пияцтво, образи і безладні стосунки з жінками. Діставшись до Альбукерке, Тейтум влаштовується в місцеву газету.
Проходить нудний рік у глушині. Цинік Тейтум виїжджає на завдання — висвітлювати полювання на гримучих змій. По дорозі він опиняється неподалік від печери, де трапився нещасний випадок: дрібний підприємець Лео Міноса, який розшукував археологічні пам'ятники, потрапив у завал.
Відчувши золоту жилу, Тейтум з допомогою шерифа переконує рятувальників діяти так, щоб вони просувалися до жертви як можна повільніше, сподіваючись таким чином продовжити своє перебування на перших шпальтах газет. Місце трагедії привертає все більше людей, поступово перетворюючись на балаган.

## В ролях
| Актор           | Роль            |
| --------------- | --------------- |
| Кірк Дуглас     | Чак Тейтум      |
| Джан Стерлінг   | Лоррейн Міноса  |
| Роберт Артур    | Гербі Кук       |
| Портер Голл     | Джейкоб Бут     |
| Френк Кейді     | містер Федербер |
| Річард Бенедикт | Лео Міноса      |
| Рей Тіл         | шериф Крецер    |
| Гаррі Гарві     | доктор Гілтон   |

## Нагороди та номінації
- 1951 — міжнародна премія (Біллі Вайлдер) і приз за кращу музику (Г'юго Фрідгофер) на Венеційському кінофестивалі.
- 1951 — премія Національної ради кінокритиків США за кращу жіночу роль (Джен Стерлінг).
- 1952 — номінація на премію «Оскар» за кращий сценарій (Біллі Вайлдер, Волтер Ньюман, Лессер Семюелс).
- 2009 — номінація на премію «Супутник» за краще видання класики на DVD.
- 2017 — стрічку включено до Національного реєстру фільмів.